# Nanfeng (köpinghuvudort i Kina, Jiangsu Sheng, lat 31,88, long 120,66)
Nanfeng (kinesiska: 南丰, 南丰镇) är en köpinghuvudort i Kina. Den ligger i provinsen Jiangsu, i den östra delen av landet, omkring 180 kilometer öster om provinshuvudstaden Nanjing. Antalet invånare är 53 442. Befolkningen består av 25 342 kvinnor och 28 100 män. Barn under 15 år utgör 8,0 %, vuxna 15-64 år 77 %, och äldre över 65 år 13,0 %.
Runt Nanfeng är det mycket tätbefolkat, med 1 463 invånare per kvadratkilometer. Närmaste större samhälle är Jinfeng, 9,2 km norr om Nanfeng. Trakten runt Nanfeng består till största delen av jordbruksmark.
Genomsnittlig årsnederbörd är 1 488 millimeter. Den regnigaste månaden är juli, med i genomsnitt 228 mm nederbörd, och den torraste är januari, med 46 mm nederbörd.